# アルベール・ド・ブロイ
アルベール・ド・ブロイ（フランス語: Albert de Broglie）こと第4代ブロイ公爵ジャック＝ヴィクトル＝アルベール（仏: Jacques-Victor-Albert, 4e duc de Broglie, 1821年6月13日 - 1901年1月19日）は、フランスの貴族、政治家。

## 経歴

### 生い立ち
七月王政時代の自由主義貴族、政治家の第3代ブロイ公爵ヴィクトルの息子として、1821年6月13日にパリで生まれた。母方の祖母はスタール夫人である。
大使館書記官としてマドリード、ついでローマに短期間駐在した後、1848年の二月革命により一旦公職を離れて文学に専念した（ブロイは1846年には既にゴットフリート・ライプニッツの宗教論を翻訳していた）。また『両世界評論』やオルレアニストと聖職者の機関である週刊誌『通信員』(Le Correspondant)などに寄稿していたが、これらの寄稿は後に『Études morales et littéraires』（1853年）と『Questions de religion et d'histoire』（1860年）、そして『Nouvelles études de littérature et de morale』（1869年）として出版された。1856年から1866年にかけて『4世紀における教会とローマ帝国』（L'Église et l'empire romain au IV e siècle）を書き上げ、その功績で1862年にアカデミー・フランセーズ会員に選出された。
1870年に父からブロイ公爵位を継承した。

### 政界にて

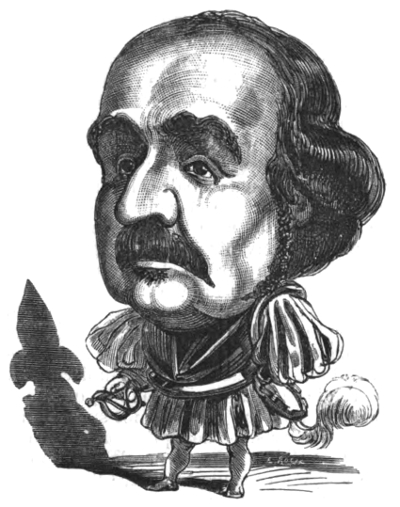
ブロイ公を描いたカリカチュア。ジョルジュ・ラフォス画、1873年。

1871年初にウール県から国民議会議員に選出された数日後（2月19日）、在イギリスフランス大使に任命されたが、3月には仏英通商条約の交渉をめぐって批判されたことで大使を辞任、帰国して国民議会に登院した。議会で王党派の領袖として大統領アドルフ・ティエールと対立、1873年にティエールが辞任して王党派のパトリス・ド・マクマオン元帥が大統領に就任すると、ブロイ公爵は同年5月に首相兼外務大臣に任命された。11月26日の内閣改造で外務大臣から内務大臣に転じた。ブロイ公爵は首相在任中、超保守主義を貫き、共和派から激しい憎悪を向けられたほか、ボナパルティストと友好な関係を維持したことで自派である正統王朝派（レジティミスト）からの支持を失い、さらに王党派諸派の間で妥協案を調整しようとしたことでボナパルティストからも不興を買い、1874年5月16日に総辞職を余儀なくされた。
1877年5月16日に再び組閣したが、同年の議会選挙では共和派が議会多数を確保、ブロイ公爵自身も元老院議員の再選に失敗して、11月20日に首相を辞した。

### 晩年
1885年フランス議会選挙で再び落選すると、ブロイ公爵は政界から引退して歴史の研究に没頭、多くの著作を執筆した。
1901年1月19日にパリで死去した。

## 家族

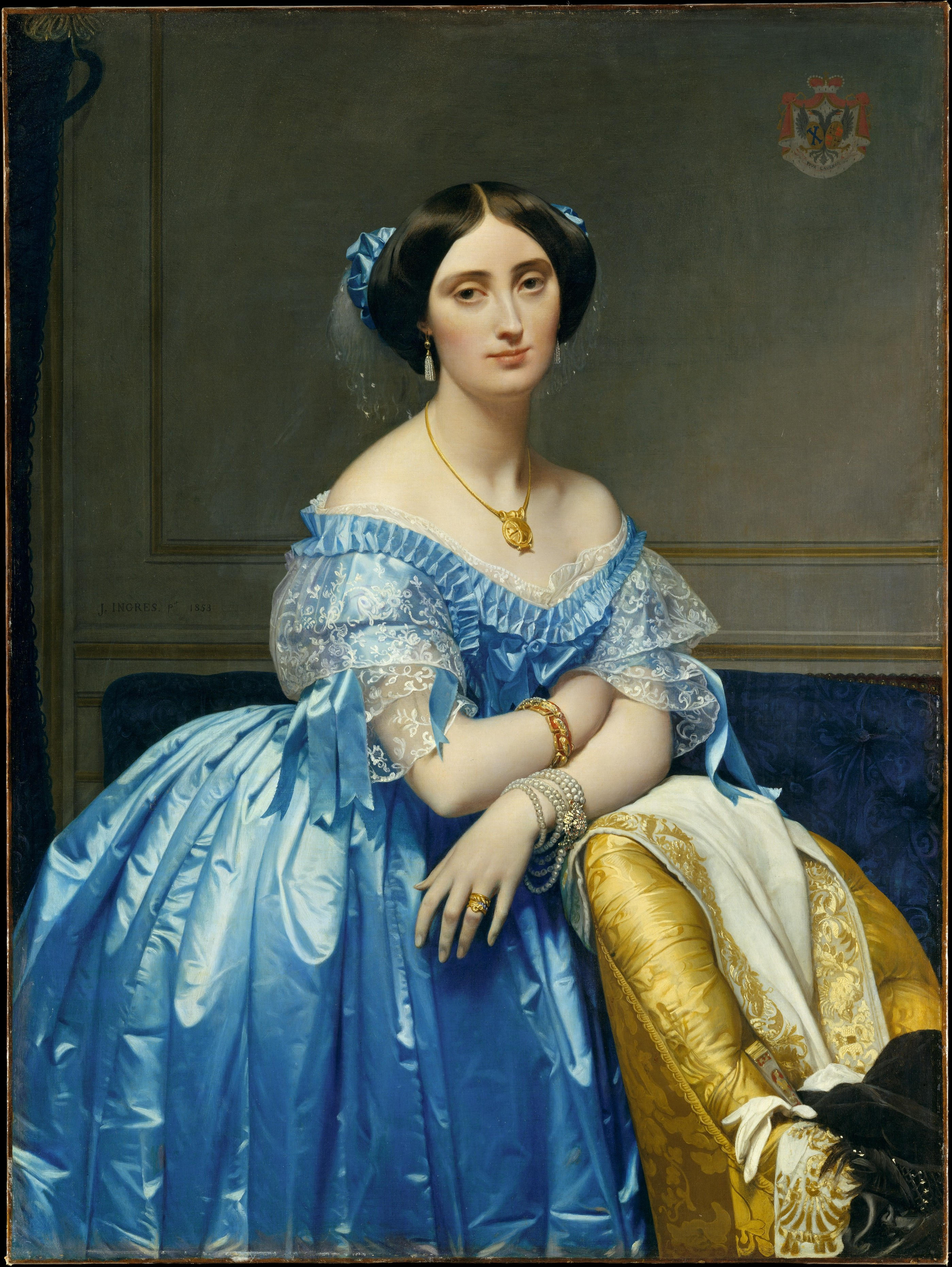
妻ポリーヌを描いたドミニク・アングルの肖像画『ド・ブロイ公爵夫人の肖像』。メトロポリタン美術館所蔵。

1845年6月18日、ジョゼフィーヌ＝エレオノール＝マリ＝ポリーヌ・ド・ガラール・ド・ブラサック・ド・ベアルン(Joséphine-Éléonore-Marie-Pauline de Galard de Brassac de Béarn)と結婚、5男をもうけた。
- ルイ＝アルフォンス＝ヴィクトル（英語版）（1846年 – 1906年） - 第5代ブロイ公爵。物理学者のモーリス・ド・ブロイとルイ・ド・ブロイ兄弟の父
- モーリス（1848年 – 1862年）
- アンリ・アメデ（英語版）（1849年 – 1917年）
- フランソワ・マリー・アルベール（François Marie Albert、1851年 – 1939年） - 第8代ブロイ公爵ヴィクトル＝フランソワ・ド・ブロイ（英語版）の先祖にあたる
- セザール・ポール・エマニュエル（César Paul Emmanuel、1854年 – 1926年）

## 著作
- Études morales et littéraires（1853年）[1]
- 『4世紀における教会とローマ帝国』（L'Église et l'Empire romain au IVe siècle、1856年 – 1866年）[2]
- Questions de religion et d'histoire（2巻、1860年）[1]
- Nouvelles études de litterature et de morale（1868年）[1]
- Le Secret du Roi, correspondance intime de Louis XV avec ses agents diplomatiques (1752-1774)（1878年）[1]
- 『フレデリック2世とマリア・テレジア』（Frédéric II et Marie Thérèse、1882年）[2]
- Frédéric II et Louis XV (1742-1744)（1885年）[1]
- Marie-Thérèse Impératrice (1744-1746)（1888年）[1]
- Le Père Lacordaire（1889年）[1]
- Maurice de Saxe et le marquis d'Argenson ; la Paix d'Aix-la-Chapelle（1891年）[1]
- 『タレーランの回想録』（Mémoires de Talleyrand、1891年）[2]
- La Paix d'Aix-la-Chapelle（1892年）[1]
- L'Alliance autrichienne（1895年）[1]
- La Mission de M. de Gontaut-Biron à Berlin（1896年）[1]
- Voltaire avant et pendant la guerre de Sept Ans（1898年）[1]
- Saint Ambroise（1899年）[1]